# 논논비요리의 에피소드 목록
논논비요리는 동명의 만화를 기반으로 한 애니메이션이다. 논논비요리의 애니메이션 제 1기는 실버 링크가 제작하였다. 2013년 10월 7일부터 2013년 12월 23일까지 일본에서 방영되었으며 북미에서는 Crunchyoll에서 동시 방영되었다. 또한 대한민국에서는 애니플러스에서 2013년 10월부터 일본과 동시 방영이 된 바가 있다. 제 1기의 오프닝 테마는 nano.RIPE의 "나나이로 비요리"(일본어: なないろびより 무지개빛 날씨[*])이고, 엔딩 테마는 ZAQ가 작곡하고  무라카와 리에, 사쿠라 아야네, 아스미 카나와 코이와이 코토리가 부른 "논논비요리"(일본어: のんのん日和)이다. 북미에서는 센타이 필름웍스가 라이선스를 취득했다. 애니메이션 제 2기의 제작은 2014년 4월 6일에 발표되었다. OVA의 경우 만화책 단행본 제 7권에 포함되어 2014년 7월 23일에 발매되었는데, OP, ED의 경우 기존과 동일하다. 애니메이션 제 2기 "논논비요리 리피트"는 기존 1기 스태프와 동일하게 2015년 7월 6일부터 9월 29일까지 방영되었다. 오프닝은 Nano.Ripe가 부른 "코다마코토다마"(일본어: こだまことだま)이고, 엔딩은 무라카와 리에, 사쿠라 아야네, 아스마 카나, 코이와이 코토리가 부른 "오카에리"(일본어: おかえり)이다. 애니메이션 2기의 경우 현재 애니플러스에서 7월 8일부터 동시 방영되었다. 애니메이션 제 3기 "논논비요리 논스톱"은 2021년 1월 11일부터 3월 29일까지 방영되었다.
이 문서에서는 논논비요리 1기와 2기, 3기의 방영 목록을 다룬다.

## 에피소드 목록

### 논논비요리 (2013년)
| No. | 제목                                                                                | 방영일자 (일본)  |
| --- | ----------------------------------------------------------------------------------- | ---------------- |
| 01 | 〈전학생이 왔다〉(転校生が来た Tenkōsei ga Kita[*])                                 | 2013년 10월 7일  |
| 아사히가오카 마을의 외곽에서, 이치조 호타루라는 초등학교 5학년 소녀는 도시에서 이사를 왔다. 마을에 있는 분교에 전학을 오게 되는데 다른 학생들이 네 명밖에 없었다. 초등학교 1학년의 미야우치 렌게, 중학교 1학년인 코시가야 나츠미, 중학교 2학년인 코시기야 코마리 등의 두명의 중학생 언니와 더불어, 중학교 3학년의 코시가야 스구루, 학급의 선생님이자 렌게의 언니인 카즈호 뿐이었다. 방과 후에, 렌게는 다른 사람들은 집으로 초대해서 기르고 있는 너구리를 보여준다. 다음날, 소녀들은 벚나무가 있는 언덕에 올라가서 벚꽃 떡을 먹는다. 하지만 놀다 보니 시간이 늦어 집에 오는 길에서 버스를 놓쳐버린다. |                                                                                     |                  |
| 02 | 〈사탕가게에 갔다〉(駄菓子屋に行った Dagashi-ya ni Itta[*])                         | 2013년 10월 14일 |
| 호타루는 중학교 2학년임에도 체형이 조그마한 코마리에게 호감을 느낀다. 코마리가 호타루에게 사탕을 주자 호타루는 행복을 느낀다. 이후 렌게와 나츠미가 자신에게도 사탕을 달라고 불편을 표하자, 코마리는 호타루에게 사탕을 돌려달라고 하지만 호타루는 '선배에게 받은 소중한 사탕'을 빼앗기는 데에 울상을 지어서 다들 사탕을 포기하게 된다. 나중에, 코마리는 호타루를 전화로 불러서 함께 외출하게 된다. 호타루가 옷을 어른스럽게 보이도록 골랐고 평소에 쓰지 않던 안경까지 착용해서 매우 어른스럽게 보였기 때문에 코마리는 호타루를 도쿄에서 온 알 수 없는 성인의 여행객으로 오해하였다. 둘은 사탕가게에 함께 이야기를 하며 걸어간다. 사탕가게에서 호타루가 코마리에게 가장 비싼 녹차 팥빙수를 사 주는데 호타루는 선배와 같이 있음으로 인한 즐거움 때문에 잘 먹었지만 코마리는 팥빙수의 쓴맛 때문에 잘 먹지 못한다. 둘은 즐거운 시간을 보냈지만, 코마리는 호타루와 시간을 함께 보냈다는 것을 확실히 알지 못했다. |                                                                                     |                  |
| 03 | 〈언니와 가출했다〉(姉ちゃんと家出した Nee-chan to Iedeshita[*])                    | 2013년 10월 21일 |
| 학교에서 소풍으로 논에 가는데 나츠미와 코마리가 결국 진흙에 빠지게 된다. 그날 밤, 코마리는 공포영화를 본 뒤에 무서워졌는데 이는 나츠미에 의해 도움이 되지 않았다. 엄마와 싸운 후에 나츠미는 코마리와 집을 나와서 비밀스런 장소로 향한다. 그 곳에서, 그들은 나츠미를 처음에 곤란에 빠뜨리게 된 고양이를 목격하게 되는데 고양이가 가족에게 먹을 것을 나누어 주는 것을 본 뒤에 내버려둔다. 그리고 결국 집으로 향한다. |                                                                                     |                  |
| 04 | 〈여름방학이 시작됐다〉(夏休みがはじまった Natsuyasumi ga Hajimatta[*])             | 2013년 10월 28일 |
| 여름방학이 시작되자 렌게의 언니 히카게가 도쿄로부터 다시 집으로 돌아온다. 그리고 호타루가 그녀를 우러러보도록 도시 생활에 대한 몇몇 이야기들을 말해서 다른 사람들에게 감동을 주는 것을 꿈꾸지만 히카게의 신칸센 이야기는 호타루의 비행기 이야기에 묻힌다. 그리고 어느 날, 렌게는 이시카와 호노카라는 같은 또래의 소녀를 만나는데 빠르게 친구가 된다. 호노카와 며칠 동안 같이 논 이후에, 아버지의 일 때문에 호노카가 떠났다는 것을 듣고 렌게는 우울해진다. 하지만 일주일 뒤, 다음 여름방학때 돌아오겠다는 편지를 호노카에게 받고나서 기운을 차리게 된다. |                                                                                     |                  |
| 05 | 〈수영복을 잊은 척 했다〉(水着を忘れたふりをした Mizugi o Wasureta Furi o shita[*]) | 2013년 11월 4일  |
| 호타루와 렌게는 코시가와 사에 초대받아 아침을 대접받았다. 그 이후에 소녀들은 카즈호와 모여서 바다에 가는데 코마리의 작은 키가 미아로 오인받게끔 되어 코마리가 미아 센터에 끌려갔다. 집으로 돌아오는 길에, 열차 환승을 기다리면서 역내 우동집에 들르게 되는데 나츠미가 코마리에게 고춧가루를 우동에 많이 넣는 장난을 쳤지만 렌게가 순수한 표정으로 쳐다보아 우동을 바꿔 먹게 되는 역풍을 맞았다. 집으로 가는 막차를 겨우 탈 수 있었지만 의도치 않게 카즈호를 역에 내버려두게 되었다. |                                                                                     |                  |
| 06 | 〈귀신이 되어 노력했다〉(おばけになってがんばった Obake ni Natte Ganbatta[*])       | 2013년 11월 11일 |
| 나츠미는 그녀의 엄마에게 나쁜 학교 성적을 숨기려고 했지만 걸려서 좋지 않은 성적에 대해 호되게 혼이 난다. 그 후, 소녀들은 호타루를 방문했는데, 호타루는 방에 매우 많이 있는 코마리 모양의 인형을 숨기려고 했다. 결국 숨기는 것은 실패하기는 했지만, 가까스로 방학의 자유연구주제중의 일부라고 가까쓰로 넘어가게 된다. 그날 밤, 소녀들은 신사에 담력시험을 하러 가는데, 코마리에게는 조금 과한 것임이 증명되었다. |                                                                                     |                  |
| 07 | 〈센베가 카레가 되었다〉(せんべいがカレーになった Senbei ga Karē ni Natta[*])       | 2013년 11월 18일 |
| 카즈호가 새학기 시작하는 날 학교에 오지 않아서 소녀들은 교실에서 시간을 때어 만한 것으로 만화책 읽기나 찰흙놀이를 찾아서 해 본다. 나중에, 호타루와 렌게는 우리에서 탈출한 토끼를 잡으려고 하지만 영리한 토끼 때문에 그들 자신을 우리에 가두어버리고 만다. 결국에는 그들은 타블로에 의해 구출된다. 그 이후, 렌게는 카가야마 카아데에 의해 운영되는 사탕 가게에 방문한다. 그곳에서 뽑기는 자신을 멍청이로 만들 만큼 별볼일없는 것이 있다고도 했고, 과자 가격을 카아데가 장난으로 30엔짜리를 300,000엔으로 말하자 렌게는 자신을 바보 취급하냐며 따진다. 그 후 TV도 보고 산베도 얻어 먹는다. 밤이 되자 카아데는 렌게를 집으로 데려다주는데 보답으로 카레를 얻는다. |                                                                                     |                  |
| 08 | 〈학교에서 밥을 지었다〉(学校でごはんを炊いた Gakkō de Gohan o Taita[*])            | 2013년 11월 25일 |
| 호타루는 코시가야 가족의 이웃인 후지미야 코노미와 어울리는데 코마리가 둘 다 자신보다 더 성숙하게 보인다며 한탄했다. 이후, 코마리는 호타루와 렌게와 함께 스케치를 하러 뒷산에 올라가는데 결국 코마리는 모델이 된다. 그 후에 코노미는 코마리와 나츠미가 곳감을 만드는 것을 도와준다. |                                                                                     |                  |
| 09 | 〈문화제를 하려했다〉(文化祭をやってみた Bunkasai o Yattemita[*])                   | 2013년 12월 2일  |
| 학교에서 문화제를 열지 않기 때문에 나츠메는 우리들끼리의 문화제를 하자고, 그리고 카에데, 코노미와 히카게와 더불어 졸업생을 초대하자고 제안한다. 축제 당일, 분교의 소녀들은 카페를 운영하면서 내부에 작품을 전시하고 간단한 공연을 한다. 하지만 공연은 결국 망했고 음식 주문도 제대로 받지 못했다. 결국 다함께 모여서 음식 준비를 하고 즐거운 시간을 보낸다. 뒤에, 코마리와 코노미는 나츠미의 방을 정리하는 데에 도움을 주는데, 그러면서 옛날 장난감을 발견하게 된다. |                                                                                     |                  |
| 10 | 〈새해 첫 일출을 봤다〉(初日の出を見た Hatsuhinode o Mita[*])                       | 2013년 11월 9일  |
| 새해가 되는 동안 잠을 잔 뒤에 렌게는 카즈호, 히카게와 카에데와 함께 모여서 새해의 첫 해돋이를 보기 위해 산을 오르기로 결정했다. 산에 가는 길에 카에데는 5년 전에 한살 짜리 렌게를 처음 봤을때를 회상한다. 그때 렌게를 꽤 조심스럽게 다루었지만 곧 렌게는 카에데를 좋아하기 시작한다. 그들은 가까스로 산 정상에 올라서 태양이 떠오르는 것을 바라본다. |                                                                                     |                  |
| 11 | 〈가마쿠라를 만들었다〉(かまくらをつくった Kamakura o Tsukutta[*])                  | 2013년 12월 16일 |
| 눈이 매우 거세게 와서 소녀들은 결국 학교에서 하룻밤을 보내게 된다. 이때, 호타루와 나츠미는 서로 이불 위에서 잠을 자기 위해 경쟁하지만 결국 카즈호를 밖으로 빼내 침낭 속에 넣는 것으로 결론을 보았다. 그날 밤, 호타루는 눈을 확인하기로 하고, 별이 빛나는 하늘을 확인해 볼 것을 결심하였는데, 이것은 코마리와 나츠미에게 유령이 다닌다는 오해를 사게 되었다. 또 다른 눈이 온 날, 일행들은 직접 언덕에서 스키를 타게 된다. 코마리가 스키를 가르쳐 주겠다고 했지만 사실 코마리는 스키를 타 본 적도 없었기 때문에 모두를 언덕 아래로 내려보낸 이후에 도움을 히카게에게 요청한다. 그런 다음에 눈으로 된 집을 만들어서 안에서 따뜻한 음식을 먹는다. |                                                                                     |                  |
| 12 | 〈다시 봄이 왔다〉(また春が来た Mata Haru ga Kita[*])                               | 2013년 12월 23일 |
| 봄이 다시 오자, 호타루와 코마리는 함께 소풍을 간다. 거기에서 호타루는 코마리의 기분을 상하지 않게 하기 위해 코마리의 매우 서투르고 색도 검은색으로 된 음식을 다 먹어버리고 만다. 나중에, 소녀들은 함께 먹을 수 있는 식물들을 찾으러 가는데, 마침내 연꽃이 핀 들판을 발견하게 된다. 이 곳에서 나츠미는 렌게에게 연꽃(일본어: 蓮華 렌게[*])으로 장식해 준다. |                                                                                     |                  |
| 13 (OVA) | 〈오키나와에 갔다〉(沖縄へ行くことになった Okinawa e Ikukoto ni Natta[*])           | 2014년 7월 23일  |
| 스구루는 쇼핑몰 뽑기에서 오키나와 행 여행권에 당첨이 되어서, 코시가야 가 말고도 미야우치 가와 호타루를 포함하여 9명이 오키나와에 가기로 한다. 여행 준비를 하기 위해, 소녀들은 비행기에 대한 이야기를 듣고 편의점에 가서 여행상품을 구매한다. 반면, 렌게의 경우 넓은 세상을 보면 세계관이 바뀐다는 것에 지나치게 심취하여, 여행가기 전 날을 마을 주변에 있는 것에 인사하는 데에 사용한다. 다음 날, 모두들 오키나와 행 비행기에 탑승한다. |                                                                                     |                  |

### 논논비요리 리피트 (2015년)
| No. | 제목                                                         | 방영일자        |
| --- | ------------------------------------------------------------ | --------------- |
| 1 | 〈1학년이 되었다〉(一年生になった Ichi-nen-sei ni Natta[*])  | 2015년 7월 6일  |
| 렌게는 막 1학년이 된 초등학생이다. 히카게는 도쿄에 있는 고등학교에 진학을 하게 되었다. 렌게는 입학식 전에 다른 사람들과 학교를 먼저 확인해 본다. 다음 날, 렌게와 다른 아이들은 입학식을 즐긴 후에 첫 수업을 듣는다. 한편, 호타루는 전학을 온다. |                                                              |                 |
| 2 | 〈별을 보러 갔다〉(星を見に行くッタ Hoshi o Mi ni Ikutta[*]) | 2015년 7월 13일 |
| 호타루가 전학을 오고 며칠이 지나고, 학교에서 자를 이용해서 다른 사람의 자를 책상에서 떨어뜨리는 게임을 한다. 그 후, 호타루는 강아지 페치와 산책을 하다가 길을 잃어버리게 된다. 다행히도 페치가 냄새를 맡고 원래 장소로 되돌아가서 길을 찾는다. 그 뒤 어느 날, 호타루는 코마리와 함께 별을 보러 갔는데, 가져온 손전등의 건전지가 다 떨어져서 길을 잃는다. 천만 다행히도 코마리가 오는 길에 떨어뜨린 병뚜껑을 찾았기 때문에 집으로 가는 길을 찾을 수 있었다. |                                                              |                 |

### 내용주
1. ↑  가마쿠라는 아키타 현, 니가타 현 등 일본의 강설 지역에 행해지는 정월 대보름의 전통 행사. 눈으로 만든 집을 설치하기도 함.
2. ↑  논논비요리는 매주 월요일 26시 30분에 방영이 되므로 실제로는 화요일 오전 2시 30분에 방영됨